# Tetrahydropyran-2-methanol
Tetrahydropyran-2-methanol ist ein sechsgliedriger heterocyclischer Ether, der in 2-Stellung eine Hydroxymethylgruppe trägt. Die Verbindung ist eine zentrale Zwischenstufe bei der Synthese von 1,6-Hexandiol aus den nachwachsenden Rohstoffen Glycerin als C3-Baustein oder Hydroxymethylfurfural als C6-Baustein.

## Herstellung
Glycerin wird beim Erhitzen mit Schwefelsäure auf > 300 °C bei Drücken > 25 MPa zu Acrolein dehydratisiert, das in einer [4+2]-Cycloaddition zum Acrolein-Dimer dimerisiert. Die katalytische Hydrierung von Acrolein-Dimer führt zu Tetrahydropyran-2-methanol.
Die oxidative Cyclisierung von 5-Hexen-1-ol (aus 6-Chlorhexanol durch Flash-Pyrolyse bei 700 °C in 87%iger Ausbeute) mit Wasserstoffperoxid in Gegenwart von Titansilikalit-Zeolith liefert THP-2M in einer Ausbeute von 88 %.
1,2,6-Hexantriol reagiert unter Säurekatalyse mit Trifluormethansulfonsäure quantitativ unter Cyclisierung zu Tetrahydropyran-2-methanol.

## Eigenschaften
Tetrahydropyran-2-methanol ist eine klare farblose Flüssigkeit, die sich vollständig mit Wasser und mit vielen organischen Lösungsmitteln, wie z. B. Ethanol, Diethylether oder Methylenchlorid mischt.

## Anwendungen
Tetrahydropyran-2-methanol kann in der Dampfphase durch Überleiten über einen Aluminiumsilikat-Kontakt bei 350 °C zu dem Vinylether 2,3,4,5-Tetrahydrooxepin dehydratisiert und an einem Nickel-Kontakt bei 110 °C zu Oxepan hydriert werden.
Lanthanchlorid LaCl3-induzierte Michael-Addition von THP-2M an Maleate erzeugt das entsprechende Bernsteinsäurederivat in 89%iger Ausbeute, die auf seine Eignung als Komplexbildner für Calcium-Ionen untersucht wurde.
Bei der Hydrierung von Tetrahydropyran-2-methanol entstehen je nach Verfahrensbedingungen bei oft stark schwankenden Umsätzen unterschiedliche Produkte bzw. Produktgemische.
Zur gezielten Herstellung des als Diolkomponente in Polyestern und Polyurethanen interessanten 1,6-Hexandiols erscheint die Hydrierung mittels bifunktionellen Rhodium-Rhenium-RhRe-Katalysatoren auf Aktivkohle, Rh-RhOx/C- oder Rh-RhOx/SiO2-Katalysatoren aussichtsreich. Dabei können in stark verdünnten wässrigen Lösungen bei 100–120 °C und Reaktionsdauern von ca. 24 h hohe Selektivitäten (> 96 %) für 1,6-Hexandiol bei relativ niedrigen Umsätzen von 26 bis 36 % erzielt werden. Höhere Umsätze bei längeren Reaktionszeiten führen zu heterogenen Stoffgemischen. Nachteilig ist die meist uneinheitliche Zusammensetzung der Rhodium-Rhenium-Katalysatoren und ihr hoher Preis.
Unlängst wurde eine alternative Route von Tetrahydropyran-2-methanol zu 1,6-Hexandiol ohne Verwendung teurer Edelmetallkatalysatoren berichtet.
Dabei wird THP-2M an Zeolithen zu 2,3,4,5-Tetrahydrooxepin mit einer Ausbeute von 40 % dehydratisiert, dieses zu 2-Oxepanol und 6-Hydroxyhexanal hydratisiert (kombinierte Ausbeute von 85 %) und quantitativ an einem Nickel-Aktivkohle-Kontakt hydriert. Die 1,6-Hexandiol-Gesamtausbeute aus THP-2M beträgt dabei 34 %.
Das so aus nachwachsenden Rohstoffen gewonnene 1,6-Hexandiol kann oxidativ zu Caprolacton cyclisiert werden, das zu dem biologisch abbaubaren Kunststoff Polycaprolacton bzw. mit Ammoniak zu dem wichtigeren Polyamid-Monomer ε-Caprolactam für Polycaprolactam umgesetzt werden kann.